# Čchen Sien-čang
Čchen Sien-čang (čínsky pchin-jinem Chén Xiànzhāng, znaky tradiční 陳獻章; 1428–1500) byl čínský neokonfuciánský filozof žijící a působící v mingské Číně. Oproti učení z knih začal klást větší důraz na meditaci a zkoumání vlastního nitra, což byl přístup k učení později rozvinutý Wang Jang-mingem.

## Jména
Čchen Sien-čang používal zdvořilostní jméno Kung-fu (čínsky pchin-jinem Gōngfǔ, znaky 公甫) a přezdívku Š’-čaj (čínsky pchin-jinem Shízhāi, znaky tradiční 實齋). Nazýván byl také mistr Paj-ša (čínsky pchin-jinem Báishā xiānsheng, znaky 白沙先生) či Čchen Paj-ša (čínsky pchin-jinem Chén Báishā, znaky 陳白沙) podle rodné vesnice Paj-ša. Jeho přínos k rozvoji konfuciánství byl oceněn udělením posmrtného jména Wen-kung (čínsky pchin-jinem Wéngōng, znaky 文恭).

## Život a dílo
Čchen Sien-čang pocházel z jihočínského okresu Sin-chuej v provincii Kuang-tung. Jeho otec zemřel krátce před jeho narozením, vychovávala ho matka. Studoval konfuciánské klasiky a skládal úřednické zkoušky, provinční zkoušky složil v osmnácti letech, ale pak opakovaně propadl u zkoušek metropolitních. Studoval u Wu Jü-piho, poté studoval a meditoval doma v Sin-chueji. Postupně namísto učení z knih začal klást důraz na očištění mysli „sezením v klidu“, meditací. Získal pověst mudrce a roku 1483 byl povolán do Pekingu a obdržel místo v akademii Chan-lin, rozhodl se však k návratu domů, protože učení a sebezdokonalování směřující k dosažení moudrosti považoval za důležitější než úřední kariéru.
Jeho filozofie se od ortodoxního pojetí školy Čcheng-Ču s jejím důrazem na učení z knih liší zaměřením na vnitřní sebezdokonalování pomocí meditace, třebaže knižní studium nezavrhoval.
| „                                                           | Člověk se věnuje studiu z touhy nalézt Cestu. Jestliže ji nenajde v knihách, nechť hledá uvnitř ve své mysli a nenechá se zastavit tím, co je mimo něj. | “ |
| — Citováno dle Anne Cheng: Dějiny čínského myšlení, s. 502. | |   |

Důležitým pojmem jeho filozofie byla přirozenost a spontánnost (c’-žan), termín původem taoistický. U principu li méně zdůrazňoval jeho metafyzickou stránku a více kladl důraz na jeho roli sjednocující substance univerza, což vedlo k jeho odmítání dualismu mezi principem li a životní silou čchi. Věnoval se též promýšlení vztahu prázdnoty sü (虛) a klidu ťing (靜).
Roku 1584 se mu dostalo mimořádné pocty, když byla tabulka s jeho jménem umístěna v Konfuciově chrámu. Během mingského období byli takto vyznamenáni pouze čtyři konfuciáni, roku 1571 Süe Süan (1389–1464), a roku 1584 společně s Čchen Sien-čangem také další Wu Jü-piho žák Chu Ťü-žen a o generaci mladší Wang Jang-ming. Obdržel také posmrtné jméno Wen-kung („Kulturní a uctivý“).
Jeho pojetí neokonfuciánské filozofie dostalo označení pajšaská škola, nebo také škola Ťiang-men. Z jeho žáků měli největší význam především Čan Žuo-šuej (1466–1560) a dále Čang Sü (1455–1514), k dalším předním žákům patří Liang Čchu (1451–1527) a Che Čchin (1437–1510). Psal málo, jeho práce byl vydány pod názvem Sebrané spisy mistra Paj-ša (白沙先生全集, Paj-ša sien-šeng čchüan-ťi).